# هاوکر دینکوک
هاوکر دینکوک (به انگلیسی: Hawker Danecock) یک هواپیمای ساختِ کارخانهٔ هاوکر ایرکرفت در کشور بریتانیا است که در سال ۱۹۲۵–۱۹۲۶ ساخته شد. نخستین استفاده‌کنندهٔ این هواپیما دانمارک بوده‌است. این هواپیما برای نخستین بار در ۱۸ دسامبر ۱۹۲۵ میلادی مورد استفاده قرار گرفت.